# Høgsteinen fyr
Das Høgsteinen fyr (gelegentlich auch Hogsteinen oder Hoggsteinen) ist ein Leuchtfeuer auf der Insel Godøya an der westnorwegischen Küste in der Gemeinde Giske im Fylke Møre og Romsdal.

Das Leuchtfeuer besteht aus einem weißen Ziegelsteinturm am Ende einer langen Mole aus Naturstein. Der 11 m hohe Ziegelstein-Leuchtturm wurde 1905 außer Betrieb gesetzt und durch ein gusseisernes Leuchtfeuer ersetzt.

Der weiße Leuchtturm ist auch heute noch eine wichtige Landmarke im verkehrsreichen Sund zwischen Godøya und Ålesund.

Ziegel sind in Norwegen ein selten gebrauchtes Baumaterial. Daher wurde das Høgsteinen fyr unter Denkmalschutz gestellt.